# George Paice
George Paice (Bahía Fox, isla Gran Malvina, 20 de diciembre de 1941-5 de febrero de 2024) fue un jugador de bolos australiano. 

## Vida
Residía en Auckland, Nueva Zelanda. Representó a su Territorio Británico de Ultramar en los Juegos de la Mancomunidad de 2010 en Nueva Delhi, en el evento de Bowls en parejas de hombres, junto a su compañero de juego Gerald Reive. Ellos lograron victorias ante Samoa y Guernsey. Jugaba a los bolos en un club en Auckland.